# Вибіркове заводнення
Вибіркове заводнення (рос. избирательное заводнение; англ. selective (water)-flooding; нім. Teilfluten n) — різновид внутрішньоконтурного не суцільного заводнення, який передбачає цілеспрямоване вибирання місцезнаходження нагнітальних свердловин з урахуванням деталей геологічної будови продуктивного горизонту з метою забезпечення максимальної інтенсифікації розробки при мінімальному впливі зональної неоднорідності на нафтовилучення.